# Waldolwisheim
Waldolwisheim é uma comuna francesa na região administrativa de Grande Leste, no departamento Baixo Reno. Estende-se por uma área de 5,68 km². Em 2010 a comuna tinha 582 habitantes (densidade: 102,5 hab./km²).